# نيك براون
نيك براون (24 مارس 1991 في المملكة المتحدة - )  (بالإنجليزية: Nick Browne)‏ هو لاعب كريكت بريطاني. لعب مع نادي مقاطعة ساسكس للكريكت ‏ ونادي مارليبون للكريكت ‏.

## وصلات خارجية
- نيك براون على موقع إي آس بي آن كريك إنفو (الإنجليزية)